# Liste der Kardinaldiakone von Santa Maria ad Martyres
Folgende Kardinäle waren Kardinaldiakone von Santa Maria ad Martyres (lat. Diaconia Sancta Maria ad Martyres):
- Nicola del Giudice 1725–1743
- Alessandro Albani 1743–1747
- Carlo Maria Sacripanti 1747–1751
- Mario Bolognetti 1751–1756
- Prospero Colonna di Sciarra 1756–1763
- Domencio Orsini 1763–1777
- Antonio Casali 1777–1787
- Ignazio Boncompagni-Ludovisi 1787–1789
- Antonio Doria Pamphilij 1789–1800
- Romoaldo Braschi-Onesti 1800–1817
- Ercole Consalvi 1817–1824
- Stanislao Sanseverino 1825–1826
- Agostino Rivarola 1826–1842
- Adriano Fieschi 1843–1853
- Vincenzo Santucci 1854–1861
- Roberto Roberti 1863–1867
- Gaspare Grassellini 1867–1875
- Enea Sbarretti 1877–1884
- Carmine Gori-Merosi 1884–1886
- Luigi Pallotti 1887–1890
- vakant (1890–1901)
- Felice Cavagnis 1901–1906
- vakant (1906–1929)

Diakonie aufgehoben 1929 (übertragen nach Sant’Apollinare)